# 梁履繩
梁履绳（1748年—1793年），字处素。钱塘人。
梁同書次子，梁玉繩之弟。生於官宦之家，家門鼎盛。乾隆五十三年（1788年）舉人。後屢試不第，遂不求仕進。通音韵之学，尤精《左傳》。乾隆五十八年（1793年）病故，年四十六。著有《左通補釋》。